# Tripoli (Libanon)
Tripoli, auch Tripolis, (arabisch طرابلس, DMG Ṭarābulus bzw. طرابلس الشام, DMG Ṭarābulus aš-Šām, libanesisch-arabisch Trāblus) ist die zweitgrößte Stadt und der zweitgrößte Hafen des Libanon, sowie Hauptstadt des Gouvernements Nord-Libanon. Tripoli liegt 85 km nördlich von Beirut an der Mittelmeerküste. Die Einwohnerzahl der Metropolregion beträgt etwa 500.000, für das Zentrum werden 195.932 Einwohner (Berechnung 2010) angegeben. Die große Mehrheit der Bevölkerung sind sunnitische Muslime. Alawiten stellen mit 50.000 die größte Minderheit in Tripoli.

## Geschichte
Tripoli liegt auf einer Landzunge, die weit in das Mittelmeer hineinragt und sich deswegen hervorragend zum Besiedeln eignete. So wurden Spuren aus dem 15. Jahrhundert vor Christus gefunden. Im 9. Jahrhundert v. Chr. gründeten die Phönizier an der Stelle einen Handelsstützpunkt. Händler aus Sidon, Arados (die heutige Insel Arwad in Syrien) und Tyros ließen sich nieder. Die verschiedenen Bevölkerungsgruppen blieben allerdings unter sich. So entstanden drei Stadtteile, von denen sich der Name Tripoli (griechisch für „Drei Städte“) ableitet.
Die Stadt geriet um 539 v. Chr. mit den übrigen phönizischen Stadtstaaten unter persische Herrschaft. 333/332 v. Chr. eroberte Alexander der Große die Levante. Infolge der auf dessen Tod folgenden Diadochenkämpfe wurde Tripoli Teil des Seleukidenreiches, in diesem genoss es Autonomie. 64 v. Chr. wurde Phönizien zusammen mit Syrien von Pompeius für das Römische Reich erobert. 636 folgten die Araber und 1071 die Seldschuken.
Im Mittelalter war die Stadt dann, nach Eroberung von den Fatimiden in der Schlacht von Tripolis (in der antiken Geographie wird Tripoli 'Tripolis' genannt), von 1109 bis 1289 Hauptstadt der nach ihr benannten Grafschaft Tripolis, dem zuletzt gegründeten und kleinsten Kreuzfahrerstaat. Die Kreuzfahrer nannten die Stadt auch Triple. Ab dem 26. März 1289 wurde die Stadt von den Mamluken unter Sultan Qalawun belagert und schließlich am 26. April 1289 erobert und geplündert. Tausende Männer wurden massakriert, Frauen und Kinder versklavt. Auch die weiter landeinwärts gelegene Kreuzfahrerfestung Mons Peregrinus wurde zerstört. Im Jahr 1367 wurde Tripoli zwei Mal von den Zyprioten unter König Peter I. geplündert. 1516 eroberte Sultan Selim I. die Stadt und gliederte sie dem Osmanischen Reich ein.

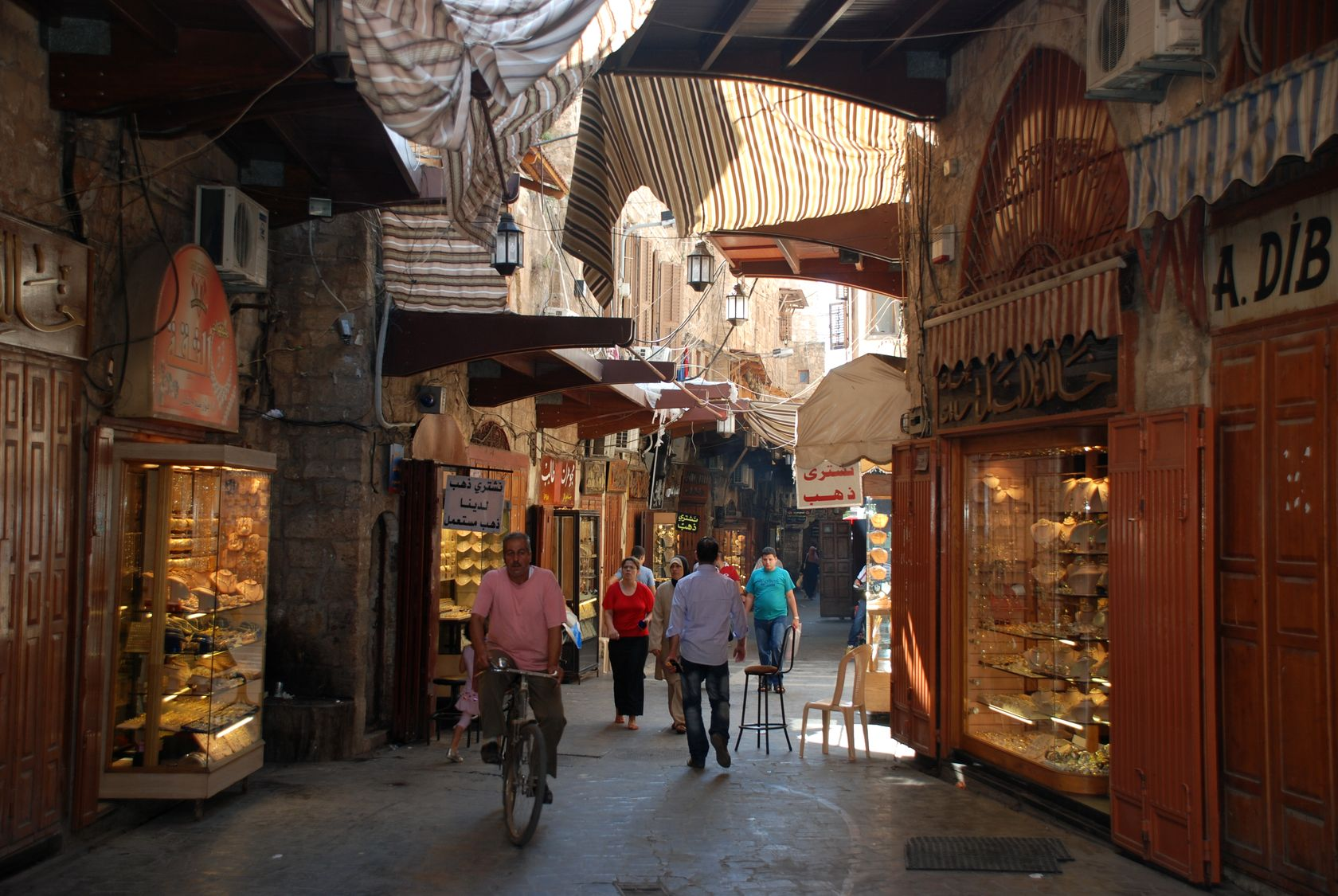
Marktgasse in der Altstadt

Nach dem Ersten Weltkrieg wurde Tripoli 1920 unter französische Mandatsherrschaft gestellt und in den neugegründeten Staat „Großlibanon“ eingegliedert.

## Stadtbild
Tripoli verfügt über einen großen Suq in der mamlukisch geprägten Altstadt. Manche Gänge sind enger und verschachtelter als in den Suqs von Aleppo oder Damaskus. Im Suq befinden sich zahlreiche Khane, Herbergen und Warenlager für Händler.

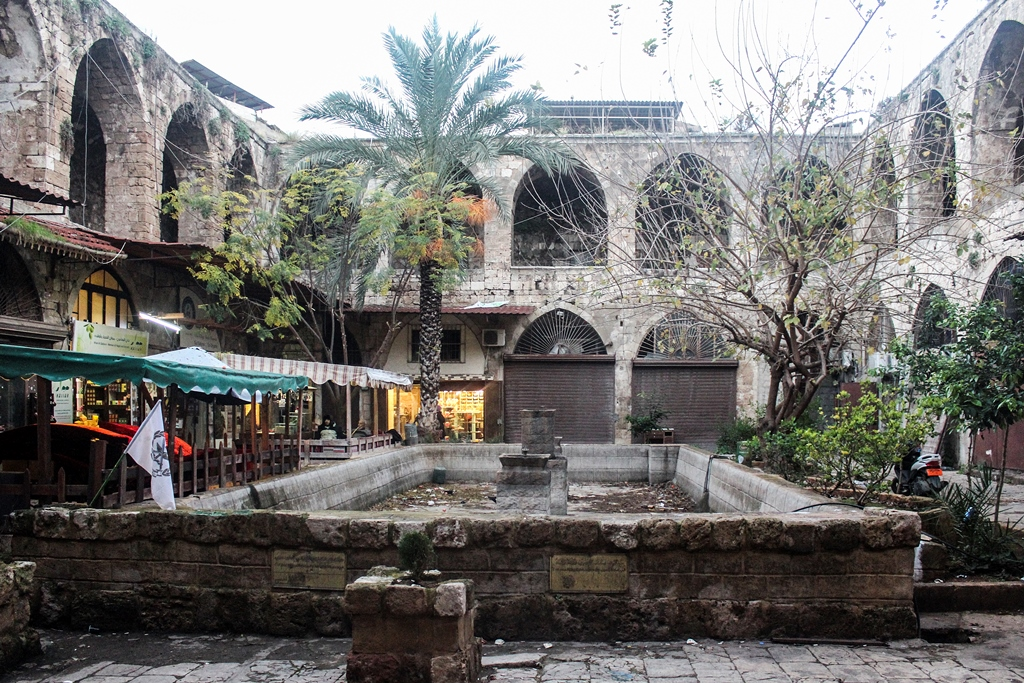
Khan as-Sabun

### Khan as-Sabun
Der Khan as-Sabun (Khan der Seifensieder) entstand im 17. Jahrhundert. Erst diente er als Militärbaracke für osmanische Truppen. Im Anschluss stand er einige Zeit leer, bevor er zu einer Seifenfabrik umfunktioniert wurde. Auch heute noch dient der Khan as-Sabun als Verkaufs- und Lagerraum für aromatisierte, handgemachte Olivenseife.

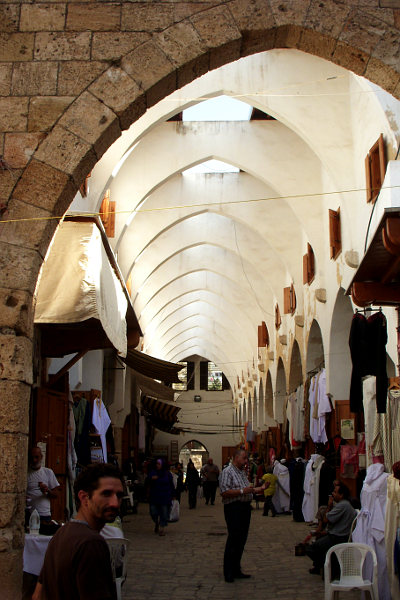
Khan al-Hayyatin

### Khan al-Hayyatin
Der Khan al-Hayyatin (Khan der Schneider) stammt aus dem 14. Jahrhundert. Der Khan ist etwa 80 Meter lang. Auffällig ist die halboffene Dachkonstruktion, die aus steinernen Bögen besteht, über denen Holzplanken liegen. Die Verkaufsräume im Erdgeschoss besitzen nur eine Öffnung zum Innenhof. Die Räume im ersten Stock können über zwei Galerien von der Außenseite des Schneidersuqs betreten werden. In den Verkaufsräumen werden heute nach wie vor Textilien gehandelt.

### Die Große Moschee

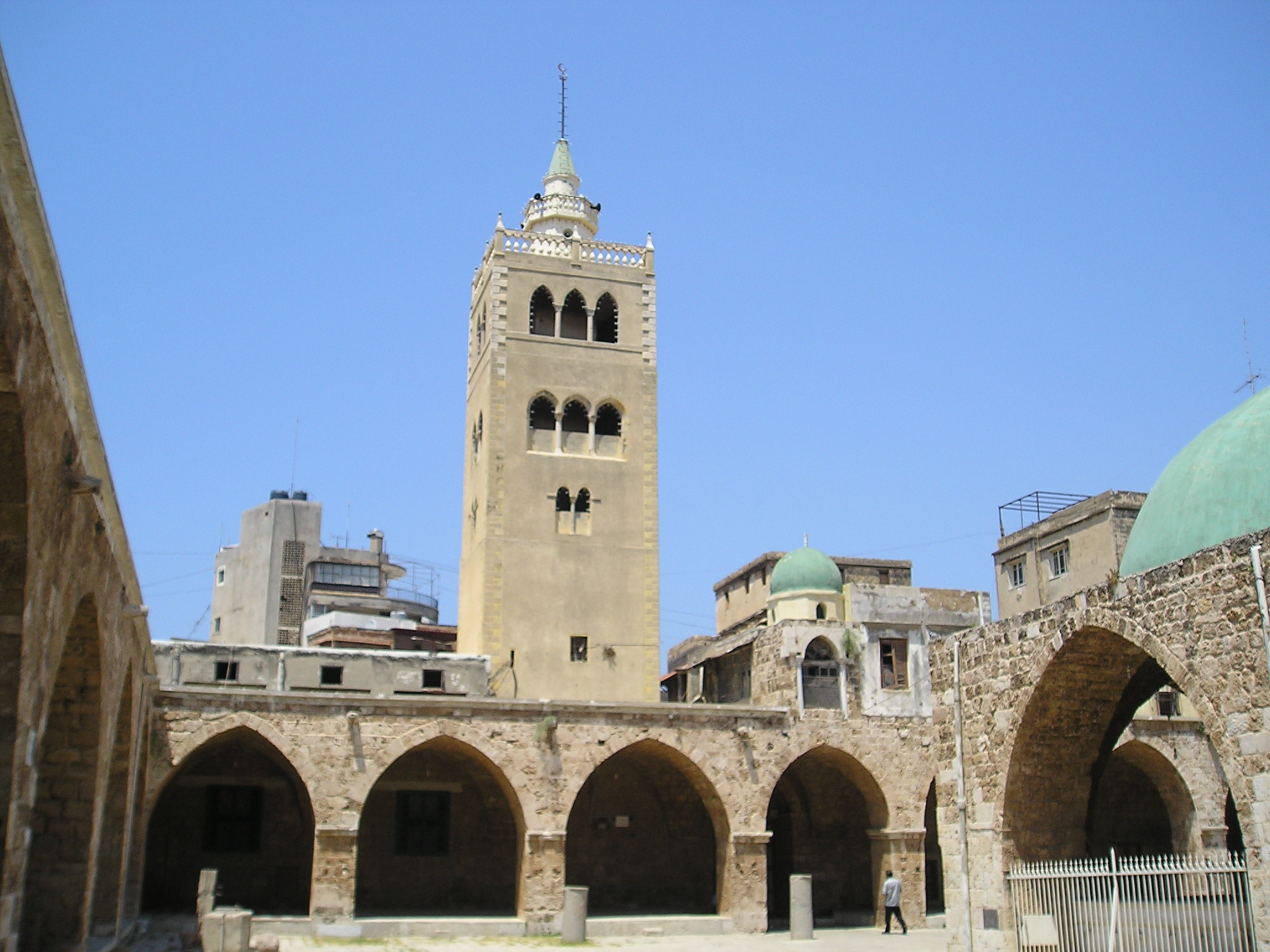
Minarett der Großen Moschee

Südlich des Marktes befindet sich die große Moschee. Diese wurde vermutlich zwischen 1294 und 1314 von den Muslimen aus den Überresten der Marienkirche aus Kreuzfahrerzeit errichtet. Das Minarett stammt vermutlich noch aus christlicher Zeit – es weist zumindest italienische Baumerkmale auf. Dasselbe gilt für den Eingangsbereich: die dominierenden Rundbögen wurden auch in der Architektur der Kreuzfahrer verwendet. Der Gebetsraum sowie der Innenhof mit Brunnen ist in muslimischem Stil gehalten. Die große Moschee ist das erste Gebäude in Tripoli, das von den Mamluken gebaut wurde.

### Taynal-Moschee
Im Süden von Tripoli liegt die Taynal-Moschee, eine ehemalige Karmeliterkirche. An derselben Stelle stand zuvor vermutlich ein phönizischer Tempel. Die Moschee ist nach dem Förderer und Bauherrn Emir Taylani benannt. Das Bauwerk wurde in mamlukischer Zeit 1336 in die heutige Moschee umgewandelt. Die Moschee ist aus Sandstein gebaut. Auffällig sind die vier Kuppeln unterschiedlicher Größe. Der Innenraum ist zweigeteilt. Der Zutritt von einem zum anderen Bereich erfolgt durch ein in der Moschee gelegenes Portal. Da es so über die Jahrhunderte geschützt war, ist es noch sehr gut erhalten. Gut erhalten ist ebenfalls die Gebetskanzel, die ebenfalls aus dem Jahr 1336 stammt. Nur der prachtvolle Marmorboden hat mittlerweile gelitten, weil die Moschee zeitweise als palästinensisches Flüchtlingslager gedient hat.

### Al-Mina
Auf einer felsigen Landzunge, die weit in das Mittelmeer hineinragt, liegt der Hafen al-Mina. Hier befindet sich der Löwenturm (Bourj Al-Siba'a). Er wurde 1441 zur Verteidigung des Hafens gebaut. Seine Mauern sind 3 m dick. Das Marmortor wurde früher von Löwen flankiert – daher stammt der Name. Ein weiteres historisches Gebäude ist der Khan Al-Tamasili, ein im osmanischen Stil errichtetes Rasthaus.

### Raschid Karami
Die Internationale Messe von Tripoli war eins der Vorzeigeprojekt der libanesischen Modernisierungspolitik in den 1960er Jahren. Sie wurde zwischen 1962 und 1967, in Zusammenarbeit mit dem brasilianischen Architekten Oscar Niemeyer, entworfen. Durch den Ausbruch des Libanesischen Bürgerkriegs blieb der Komplex jedoch unvollendet. 2023 wurde das Gelände als Internationale Messe „Raschid Karami“ zum UNESCO-Welterbe erklärt und auf Grund des Verfalls sofort auf die Liste des gefährdeten Welterbes gesetzt.

## Persönlichkeiten
- Antoine Abed (1896–1975), Erzbischof
- Amin al-Hafez (1926–2009), Premierminister
- Nadschib Miqati (* 1955), saudi-arabisch-libanesischer Politiker, Unternehmer
- Lee Majdoub (* 1982), Schauspieler
- Cesar Arnouk (* 2000), Skirennläufer

## Klimatabelle
|                       | Jan  | Feb  | Mär  | Apr  | Mai  | Jun  | Jul  | Aug  | Sep  | Okt  | Nov  | Dez  |   |      |
| Mittl. Tagesmax. (°C) | 16,5 | 16,9 | 18,6 | 21,1 | 24,6 | 27,1 | 29,3 | 30,2 | 29,5 | 27,1 | 23,8 | 18,9 | ⌀ | 23,7 |
| Mittl. Tagesmin. (°C) | 9,5  | 9,8  | 11,1 | 13,7 | 17,1 | 19,8 | 22,1 | 23,0 | 21,5 | 18,8 | 15,4 | 10,9 | ⌀ | 16,1 |
|                       |      |      |      |      |      |      |      |      |      |      |      |      |   |      |
| Niederschlag (mm)     | 195  | 119  | 114  | 54   | 16   | 1    | 0    | 0    | 12   | 57   | 108  | 176  | Σ | 852  |
|                       |      |      |      |      |      |      |      |      |      |      |      |      |   |      |
| Regentage (d)         | 15   | 10   | 10   | 5    | 2    | 0    | 0    | 0    | 1    | 5    | 7    | 12   | Σ | 67   |
|                       |      |      |      |      |      |      |      |      |      |      |      |      |   |      |
| Wassertemperatur (°C) | 17   | 17   | 16   | 18   | 20   | 23   | 26   | 28   | 27   | 25   | 22   | 20   | ⌀ | 21,6 |
|                       |      |      |      |      |      |      |      |      |      |      |      |      |   |      |
| Luftfeuchtigkeit (%)  | 69   | 72   | 70   | 74   | 76   | 75   | 75   | 73   | 69   | 69   | 66   | 72   | ⌀ | 71,7 |

| 9,5 |

| 9,8 |

| 11,1 |

| 13,7 |

| 17,1 |

| 19,8 |

| 22,1 |

| 23,0 |

| 21,5 |

| 18,8 |

| 15,4 |

| 10,9 |

| 9,5 |

| 9,8 |

| 11,1 |

| 13,7 |

| 17,1 |

| 19,8 |

| 22,1 |

| 23,0 |

| 21,5 |

| 18,8 |

| 15,4 |

| 10,9 |